# Међународни турнири WTA
Међународни турнири су категорија женских турнира која је уведена 2009. године. Турнири су замијенили некадашње турнире III и  категорије. Турнири I и II категорије су замијењени Премијер турнирима. Ови турнири одговарају турнирима серије АТП 250 за мушкарце. Турнири представљају трећерангирану серију, након гренд слем и премијер турнира, а изнад челенџер турнира и IFT-јевих турнира.
Постоји 31 турнир са минималним укупним финансијским обавезама 220.000 долара. На свим турнирима осим на оном у Бирмингему учествују 32 тенисерке у појединачној конкуренцији и 16 парова.
На крају сезоне, након првенства WTA, игра се још једно завршно првенство – Турнир шампионки WTA. Учествује шест најбоље пласираних тенисерки које су освојиле неки турнир из међународне серије, а које нису играле на ВТА првенству, као и двије тенисерке са специјалном позивницом.

## Турнири
| Побједнице из 2011. |
| Побједнице из 2023. |

| Турнир       | Званичан назив | Град         | Држава           | Подлога       | Тренутне побједнице (појединачно и у паровима) | Тренутне побједнице (појединачно и у паровима)   |
| Окланд       |                | Окланд       | Нови Зеланд      | Тврда         | Кори Гоф                                       | Мију Като Алдила Сутџиади                        |
| Хобарт       |                | Хобарт       | Аустралија       | Тврда         | Лорен Дејвис                                   | Лаура Зигемунд Кирстен Флипкенс                  |
| Богота       |                | Богота       | Колумбија        | Шљака         | Татјана Марија                                 | Ирина Хромачева Ирина Шимановић                  |
| Монтереј     |                | Монтереј     | Мексико          | Тврда         | Дона Векић                                     | Јулијана Лизаразо Марија Паулина Перез           |
| Фес          |                | Маракеш      | Мароко           | Шљака         | Луција Бронзети                                | Сабрина Сантамарија Јана Сизикова                |
| Будимпешта   |                | Будимпешта   | Мађарска         | Шљака         | Марија Тимофејева                              | Катажина Питер Фани Столар                       |
| Стразбур     |                | Стразбур     | Француска        | Шљака         | Андреа Петковић                                | Акгул Аманмурадова Чуанг Чија-јунг               |
| Бирмингем    |                | Бирмингем    | Велика Британија | Трава         | Забине Лизики                                  | Олга Говорцова Ала Кудријавцева                  |
| Бад Гаштајн  |                | Бад Гаштајн  | Аустрија         | Шљака         | Марија Хосе Мартинез Санчез                    | Ева Бирнерова Луција Храдецка                    |
| Схертохенбос |                | Схертохенбос | Холандија        | Трава         | Роберта Винчи                                  | Барбора Захлавова-Стрицова Клара Закопалова      |
| Палермо      |                | Палермо      | Италија          | Шљака         | Анабел Медина Гаригес                          | Сара Ерани Роберта Винчи                         |
| Бостад       |                | Бостад       | Шведска          | Шљака         | Полона Херцог                                  | Лурдес Домингез Лино Марија Хосе Мартинез Санчез |
| Баку         |                | Баку         | Азербејџан       | Тврда         | Вера Звонарјова                                | Марија Корицева Татјана Пучек                    |
| Вашингтон    |                | Вашингтон    | Сједињене Државе | Тврда         | Нађа Петрова                                   | Сања Мирза Јарослава Шведова                     |
| Далас        |                | Далас        | Сједињене Државе | Тврда         | Забине Лизики                                  | Алберта Бријанти Сорана Крстеа                   |
| Ташкент      |                | Ташкент      | Узбекистан       | Тврда         | Ксенија Первак                                 | Елени Диналиду Виталија Дијаченко                |
| Квебек       |                | Квебек       | Канада           | Тврда (двор.) | Барбора Захлавова-Стрицова                     | Ракел Копс-Џоунс Абигејл Спирс                   |
| Гуангџоу     |                | Гуангџоу     | Кина             | Тврда         | Шанел Шиперс                                   | Сје Су-веј Џенг Сајсај                           |
| Сеул         |                | Сеул         | Јужна Кореја     | Тврда         | Марија Хосе Мартинез Санчез                    | Натали Грандин Владимира Ухлиржова               |
| Линц         |                | Линц         | Аустрија         | Тврда (двор.) | Петра Квитова                                  | Марина Ераковић Јелена Веснина                   |
| Осака        |                | Осака        | Јапан            | Тврда (двор.) | Марион Бартоли                                 | Џанг Шуеј Кимико Дате Крум                       |
| Луксембург   |                | Луксембург   | Луксембург       | Тврда (двор.) | Викторија Азаренка                             | Ивета Бенешова Барбора Захлавова-Стрицова        |

## Укинути турнири
| Турнир          | Званично име турнира | Град            | Држава           | Подлога       | Год. у овој кат.     |                        |
| Понте Ведра Бич |                      | Понте Ведра Бич | Сједињене Државе | Шљака         | 2009–2010.           | укинут                 |
| Праг            |                      | Праг            | Чешка            | Шљака         | 2009–2010.           | уназађен у ИТФ турнир  |
| Порторож        |                      | Порторож        | Словенија        | Тврда         | 2009–2010.           | укинут                 |
| Истанбул        |                      | Истанбул        | Турска           | Тврда         | 2009–2010.           | укинут                 |
| Бризбејн1       |                      | Бризбејн        | Аустралија       | Тврда         | 2009–2011.           | унапријеђен у Премијер |
| Марбеља         |                      | Марбеља         | Шпанија          | Шљака         | 2009–2011.           | укинут                 |
| Патаја          |                      | Патаја          | Тајланд          | Тврда         | 1991-2015.           | укинут                 |
| Мемфис          |                      | Мемфис          | Сједињене Државе | Тврда (двор.) | 1986-2013.           | укинут                 |
| Акапулко        |                      | Акапулко        | Мексико          | Шљака         | 2001-2020.           | укинут                 |
| Куала Лумпур    |                      | Куала Лумпур    | Малезија         | Тврда (двор.) | 1992-1993,2010-2017  | укинут                 |
| Барселона       |                      | Барселона       | Шпанија          | Шљака         | 2003-2012.           | укинут                 |
| Копенхаген      |                      | Копенхаген      | Данска           | Тврда (двор.) | 2008-2012.           | укинут                 |
| Есторил         |                      | Есторил         | Португалија      | Шљака         | 1989-1990, 1998-2014 | укинут                 |

## Расподјела поена 2012.[1]
| Жреб                     | П   | Ф   | ПФ  | ЧФ | 3K | 2K | 1K | Квал. | Квал. 3 | Квал. 2 | Квал. 1 |
| ------------------------ | --- | --- | --- | -- | -- | -- | -- | ----- | ------- | ------- | ------- |
| Појединачно 56           | 280 | 200 | 130 | 70 | 30 | 15 | 1  | 10    | -       | 6       | 1       |
| Појединачно 32, квал. 32 | 280 | 200 | 130 | 70 | -  | 30 | 1  | 16    | 10      | 6       | 1       |
| Појединачно 32, квал. 16 | 280 | 200 | 130 | 70 | -  | 30 | 1  | 10    | -       | 6       | 1       |
| Парови 16                | 280 | 200 | 130 | 70 | -  | -  | 1  | -     | -       | -       | -       |

## Рекордерке по броју титула од промјена 2009.
Тенисерке које су освојиле три или више међународних титула од 2009:
| Ранг | Тенисерка                   | Број титула | Период освајања |
| ---- | --------------------------- | ----------- | --------------- |
| 1    | Роберта Винчи               | 5           | 2009–2011 (3)   |
| 2    | Каролина Возњацки           | 4           | 2009–2011 (3)   |
| 2    | Викторија Азаренка          | 4           | 2009–2011 (3)   |
| 2    | Марија Хосе Мартинез Санчез | 4           | 2009–2011 (3)   |
| 5    | Јанина Викмајер             | 3           | 2009–2010 (2)   |
| 5    | Агњеш Савај                 | 3           | 2009–2010 (2)   |
| 5    | Анабел Медина Гаригес       | 3           | 2009–2011 (3)   |
| 5    | Вера Звонарјова             | 3           | 2009–2011 (3)   |
| 5    | Петра Квитова               | 3           | 2009–2011 (3)   |
| 5    | Анастасија Пављученкова     | 3           | 2010–2011 (2)   |
| 5    | Сара Ерани                  | 3           | 2012 (1)        |